# 강현철
강현철(1968년 2월 15일~)은 롯데 자이언츠에서 뛰었던 전 야구 선수다. 현재 상원고등학교 코치를 맡고 있다.

## 선수 시절
1991년 롯데에 입단해 선발투수로 데뷔전을 치렀는데 수비 도움을 받지 못하고 2.2이닝 1자책 4실점으로 패전투수가 되었다. 이후에는 추가 등판 없이 야수로 전향하여 1992년 3타수 무안타, 1993년 6타수 2안타를 기록한 후 은퇴했다.

## 출신 학교
- 대구고등학교
- 계명대학교

## 등번호
- 33 (1993)
- 8 (1994)

## 같이 보기
- 1992년 롯데 자이언츠 시즌